# カン・チョルジュン 公共の敵1-1
『カン・チョルジュン 公共の敵1-1』（カン・チョルジュン こうきょうのてき1-1、原題：강철중: 공공의 적 1-1）は、2008年公開の韓国映画。『公共の敵』『公共の敵2 あらたなる戦い』に続く、シリーズ第3作。

## ストーリー
江東署強行班刑事のカン・チョルジュン（ソル・ギョング）は仕事に嫌気が差し辞表を提出するも、ある高校で殺人事件が起きたために辞表の提出を延期させられる。仕方なく事件の捜査をしていると犯行現場に残された指紋が、別の屠殺場殺人事件現場に残された指紋と一致する。調べを進めていくと、事件の背後で未成年の少年をヤクザ候補生として教育する"巨成"グループの会長、ウォンスル（チョン・ジェヨン）という人物が暗躍していることを突き止める。

## キャスト
- カン・チョルジュン：ソル・ギョング
- イ・ウォンスル：チョン・ジェヨン
- オム・チュンイル：カン・シニル（朝鮮語版）
- パク・ムンス：キム・ナムギル
- アン・テジュン：ヨン・ジェウク（朝鮮語版）

## 受賞
- 第45回百想芸術大賞：映画部門大賞